# UEFA Women's Champions League slutspil 2014-15
UEFA Women's Champions League slutspil 2014-15 begyndte den 8. oktober 2014 og sluttede den 14. maj 2015 med finalen på Friedrich-Ludwig-Jahn-Sportpark i Berlin, Tyskland, hvor vinderen af UEFA Women's Champions League 2014-15 blev fundet. I alt 32 hold deltog i slutspillet.

## Kvalificerede hold
| Hold                | Koeff   |
| ------------------- | ------- |
| Wolfsburg[TH]       | 78.249  |
| Lyon                | 127.905 |
| Torres              | 68.035  |
| Rosengård           | 54.295  |
| Fortuna Hjørring    | 47.550  |
| Frankfurt           | 47.249  |
| Neulengbach         | 46.395  |
| Brøndby             | 45.550  |
| Sparta Prag         | 45.220  |
| Linköping           | 44.295  |
| Paris Saint-Germain | 39.905  |
| Zvezda Perm         | 38.510  |
| Glasgow City[QR]    | 29.260  |
| Barcelona           | 25.550  |
| Zürich[QR]          | 23.600  |
| Bristol Academy     | 23.305  |

| Hold                     | Koeff  |
| ------------------------ | ------ |
| Stabæk                   | 22.900 |
| Apollon Limassol[QR]     | 21.280 |
| Liverpool                | 19.305 |
| MTK[QR]                  | 16.285 |
| Ryazan VDV               | 15.510 |
| BIIK Kazygurt            | 14.270 |
| Brescia                  | 13.035 |
| Twente                   | 11.940 |
| Slavia Prag              | 11.220 |
| Stjarnan                 | 9.610  |
| Osijek[QR]               | 6.650  |
| Pomurje[QR]              | 6.475  |
| Medyk Konin[QR]          | 6.105  |
| Gintra Universitetas[QR] | 5.320  |
| Atlético Ouriense[QR]    | 4.305  |
| Raheny United[QR]        | 3.640  |

Noter
1. TH Titelholdere (automatisk placeret øverst på seedingslisten)
2. QR Kvalificeret fra kvalifikationsrunden

## Ottendedelsfinaler
Lodtrækningen blev afholdt den 22. august 2014. De første kampe blev spillet den 8. og 9. november, og returkampene blev spillet den 12. og 13. november 2014.
| Hold 1              | Samlet  | Hold 2               | 1. kamp | 2. kamp |
| ------------------- | ------- | -------------------- | ------- | ------- |
| Zürich              | 4–5     | Glasgow City         | 2–1     | 2–4     |
| Rosengård           | 4–1     | Fortuna Hjørring     | 2–1     | 2–0     |
| Paris Saint-Germain | 2–1     | Lyon                 | 1–1     | 1–0     |
| Neulengbach         | 0–11[A] | Wolfsburg            | 0–4     | 0–7     |
| Linköping           | 5–3     | Zvezda Perm          | 5–0     | 0–3     |
| Barcelona           | 1–2     | Bristol Academy      | 0–1     | 1–1     |
| Frankfurt           | 9–0     | Torres               | 5–0     | 4–0     |
| Brøndby             | 5–2     | Gintra Universitetas | 5–0     | 0–2     |

Noter
1. ^ Rækkefølgen af kampene blev vendt om efter den oprindelige lodtrækning.

## Kvartfinaler
Lodtrækningen blev afholdt den 19. november 2014. De første kampe blev spillet den 21. og 22. marts, og returkampene blev spillet den 28. og 29. marts 2015.
| Hold 1          | Samlet  | Hold 2              | 1. kamp | 2. kamp |
| --------------- | ------- | ------------------- | ------- | ------- |
| Bristol Academy | 0–12[B] | Frankfurt           | 0–5     | 0–7     |
| Wolfsburg       | 4–4 (u) | Rosengård           | 1–1     | 3–3     |
| Glasgow City    | 0–7     | Paris Saint-Germain | 0–2     | 0–5     |
| Linköping       | 1–2     | Brøndby             | 0–1     | 1–1     |

Noter
1. ^ Rækkefølgen af kampene blev vendt om efter den oprindelige lodtrækning.

### Første kampe
| 21. marts 2015 15:00 |

| Bristol Academy | 0–5     | Frankfurt                                                                  |
| --------------- | ------- | -------------------------------------------------------------------------- |
|                 | Rapport | Boquete 36' · Schmidt 45' · Marozsán 66' · Islacker 78' · Garefrekes 81' · |

| Ashton Gate Stadium, Bristol Tilskuere: 1.447 Dommer: Pernilla Larsson (Sverige) |

| 2. marts 2015 14:00 |

| Linköping | 0–1     | Brøndby                |
| --------- | ------- | ---------------------- |
|           | Rapport | Rohlin 14' (selvmål) · |

| Linköping Arena, Linköping Tilskuere: 837 Dommer: Monika Mularczyk (Polen) |

| 22. marts 2015 17:05 |

| Glasgow City | 0–2     | Paris Saint-Germain          |
| ------------ | ------- | ---------------------------- |
|              | Rapport | Lahmari 19' · Hamraoui 53' · |

| Excelsior Stadium, Airdrie Tilskuere: 1.785 Dommer: Riem Hussein (Tyskland) |

| 22. marts 2015 18:00 |

| Wolfsburg | 1–1     | Rosengård   |
| --------- | ------- | ----------- |
| Faißt 66' | Rapport | Marta 56' · |

| AOK Stadion, Wolfsburg Tilskuere: 1.674 Dommer: Stéphanie Frappart (Frankrig) |

### Returkampe
| 28. marts 2015 14:00 |

| Brøndby   | 1–1     | Linköping     |
| --------- | ------- | ------------- |
| Madsen 6' | Rapport | Knudsen 44' · |

| Brøndby Stadion, Brøndby Tilskuere: 3.031 Dommer: Bibiana Steinhaus (Tyskland) |

Brøndby vandt 2–1 sammenlagt.
| 28. marts 2015 15:00 |

| Rosengård                                    | 3–3     | Wolfsburg                  |
| -------------------------------------------- | ------- | -------------------------- |
| Marta 24' · Mittag 42' · Gunnarsdóttir 90+3' | Rapport | Popp 4', 81' · Peter 55' · |

| Malmö IP, Malmö Tilskuere: 5.748 Dommer: Esther Staubli (Schweiz) |

4–4 sammenlagt. Wolfsburg vandt på reglen om udebanemål.
| 28. marts 2015 19:00 |

| Paris Saint-Germain                                                       | 5–0     | Glasgow City |
| ------------------------------------------------------------------------- | ------- | ------------ |
| Lappin 26' (sm.) · Delie 54', 68' · Delannoy 65' (str.) · Dali 87' (str.) | Rapport |              |

| Parc des Princes, Paris Tilskuere: 11.318 Dommer: Gyöngyi Gaál (Ungarn) |

Paris Saint-Germain vandt 7–0 sammenlagt.
| 29. marts 2015 12:00 |

| Frankfurt                                                                          | 7–0     | Bristol Academy |
| ---------------------------------------------------------------------------------- | ------- | --------------- |
| Ando 8' · Marozsán 38' · Islacker 58', 68', 75' · Störzel 87' · Löber 90+3' (str.) | Rapport |                 |

| Stadion am Brentanobad, Frankfurt Tilskuere: 2.380 Dommer: Sandra Bastos (Portugal) |

Frankfurt vandt 12–0 sammenlagt.

## Semifinaler
Lodtrækningen blev holdt den 19. november 2014. De første kampe blev spillet den 18. og 19. april, og returkampene blev spillet den 25. og 26. april 2015.
| Hold 1    | Samlet | Hold 2              | 1. kamp | 2. kamp |
| --------- | ------ | ------------------- | ------- | ------- |
| Wolfsburg | 2–3    | Paris Saint-Germain | 0–2     | 2–1     |
| Frankfurt | 13–0   | Brøndby             | 7–0     | 6–0     |

### Første kampe
| 18. april 2015 18:00 |

| Wolfsburg | 0–2     | Paris Saint-Germain                    |
| --------- | ------- | -------------------------------------- |
|           | Rapport | Delannoy 12' (str.) · Cruz Traña 26' · |

| AOK Stadion, Wolfsburg Tilskuere: 3.423 Dommer: Pernilla Larsson (Sverige) |

| 19. april 2015 14:00 |

| Frankfurt                                                                        | 7–0     | Brøndby |
| -------------------------------------------------------------------------------- | ------- | ------- |
| Šašić 10' (str.), 32', 62', 69' · Sevecke 28' (sm.) · Marozsán 41' · Laudehr 46' | Rapport |         |

| Stadion am Brentanobad, Frankfurt Tilskuere: 3.120 Dommer: Katalin Kulcsár (Ungarn) |

### Returkampe
| 25. april 2015 12:00 |

| Brøndby | 0–6     | Frankfurt                                    |
| ------- | ------- | -------------------------------------------- |
|         | Rapport | Boquete 7', 32', 84' · Šašić 14', 25', 39' · |

| Brøndby Stadion, Brøndby Tilskuere: 1.385 Dommer: Efthalia Mitsi (Grækenland) |

Frankfurt vandt 13–0 sammenlagt.
| 26. april 2015 18:00 |

| Paris Saint-Germain | 1–2     | Wolfsburg                  |
| ------------------- | ------- | -------------------------- |
| Kaci 6'             | Rapport | Müller 71' · Jakabfi 74' · |

| Stade Sébastien Charléty, Paris Tilskuere: 3.555 Dommer: Kateryna Monzul (Ukraine) |

Paris Saint-Germain vandt 3–2 sammenlagt.

## Finalen
| 14. maj 2015 18:00 |

| Frankfurt                  | 2–1     | Paris       |
| -------------------------- | ------- | ----------- |
| Šašić 32' · Islacker 90+2' | Rapport | Delie 40' · |

| Friedrich-Ludwig-Jahn-Sportpark, Berlin Tilskuere: 17.147 Dommer: Esther Staubli (Schweiz) |